# Cadillac TAG Function Car
Der Cadillac TAG Function Car war ein Konzeptfahrzeug, das Franco Sbarro 1978 in der Schweiz vorstellte.
Der zusammen mit Technique d’Avantgarde entworfene Wagen ruhte auf dem Chassis des zeitgenössischen Cadillac Eldorado. Er war als Hochdachkombi ausgebildet und besaß eine Zwillings-Hinterachse. Der enorm hohe, breite und lange Innenraum diente als rollendes Büro. Wurde der Vorderwagen bis zu den B-Säulen noch vom Serien-Eldorado übernommen, so war das Heck eine reine Sbarro-Konstruktion, das nur die Rückleuchten des Cadillac trug.
Das 7,2 m lange Auto wurde von einem 8,2-l-V8-Motor angetrieben, der 210 bhp (154 kW) Leistung entwickelte. Es entstanden 25 Exemplare, von denen 23 an Kunden verkauft wurden. 2 Stück blieben im Hause Sbarro.